# Masters 1970
La 1 edición de la Tennis Masters Cup se realizó del 9 de diciembre al 15 de diciembre del 1970 en Tokio, Japón.

## Individuales

### Clasificados
- Stan Smith
- Rod Laver
- Ken Rosewall
- Arthur Ashe
- Željko Franulović
- Jan Kodeš

|                   | Rosewall      | Franulović    | Ashe          | Smith         | Laver         | Kodeš         |
| Ken Rosewall      |               | 6–3, 6–3      | 6–3, 6–4      | 4–6, 5–6      | 6–5, 3–6, 5–6 | 6–5, 6–4      |
| Željko Franulović | 3–6, 3–6      |               | 5–6, 6–3, 2–6 | 1–6, 6–5, 1–6 | 5–6, 6–3, 2–6 | 6–2, 3–6, 6–3 |
| Arthur Ashe       | 3–6, 4–6      | 6–5, 3–6, 6–2 |               | 3–6, 6–3, 6–5 | 3–6, 2–6      | 6–3, 4–6, 6–3 |
| Stan Smith        | 6–4, 6–5      | 6–1, 5–6, 6–1 | 6–3, 3–6, 5–6 |               | 4–6, 6–3, 6–4 | 6–3, 6–5      |
| Rod Laver         | 5–6, 6–3, 6–5 | 6–5, 3–6, 6–2 | 6–3, 6–2      | 6–4, 3–6, 4–6 |               | 6–4, 6–3      |
| Jan Kodeš         | 5–6, 4–6      | 2–6, 6–3, 3–6 | 3–6, 6–4, 3–6 | 3–6, 5–6      | 4–6, 3–6      |               |

### Resultados
| Estadísticas      | RR W-L | Sets W-L | Resultado W-L | Posición |
| ----------------- | ------ | -------- | ------------- | -------- |
| Stan Smith        | 4–1    | 9–3      | 71–53         | 1        |
| Rod Laver         | 4–1    | 9–3      | 69–55         | 2        |
| Ken Rosewall      | 3–2    | 6–4      | 59–51         | 3        |
| Arthur Ashe       | 3–2    | 6–7      | 58–53         | 4        |
| Željko Franulović | 1–4    | 5–9      | 55–70         | 5        |
| Jan Kodeš         | 0–5    | 2–10     | 47–67         | 6        |

| Predecesor: - | ATP World Tour Finals 1970 | Sucesor: 1971 |

- Datos: Q3899425